# Ulrich Wielandt
Ulrich Wielandt (* 22. April 1956) ist ein ehemaliger deutscher Fußballspieler, der als Aktiver von Borussia Mönchengladbach und dem KSV Hessen Kassel von 1979 bis 1984 als Lizenzfußballer in der 1. und 2. Bundesliga unter Vertrag stand.

## Laufbahn
Der 1,85 cm großgewachsene Offensivspieler entstammt der Jugend des FC 07 Furtwangen und machte in den Runden 1977/78 und 1978/79 in der Amateurliga Südbaden beim SV Kirchzarten mit seinen Angriffsleistungen auf sich aufmerksam. Er wurde vom DFB am 8. November 1978 in Den Haag im Amateurländerspiel gegen Holland eingesetzt. Bei der 0:2-Niederlage bildete er zusammen mit Gisbert Paus und Ralf Dusend den Angriff der von Erich Ribbeck betreuten Amateurnationalmannschaft.
Jupp Heynckes übernahm zur Runde 1979/80 den Cheftrainerposten bei Borussia Mönchengladbach in der Fußball-Bundesliga und versuchte mit den talentierten Neuzugängen Jürgen Fleer, Lothar Matthäus, Armin Veh und Wielandt in Verbindung mit Torjäger Harald Nickel von Eintracht Braunschweig den Neuaufbau am Bökelberg in Gang zu bringen. Am 15. Dezember 1979 debütierte der Mann aus Südbaden im Auswärtsspiel bei Bayer 04 Leverkusen in der Bundesliga. Er wurde beim 0:0-Remis für Linksaußen Ewald Lienen eingewechselt. In seinem ersten Jahr in Mönchengladbach kam er lediglich noch am 22. März 1980 – wiederum als Einwechselspieler – zu einem weiteren Kurzeinsatz. Da sich seine sportlichen Perspektiven auch durch seinen dritten Bundesligaeinsatz am 20. September 1980 nicht verbesserten, wechselte Wielandt noch im Herbst zum KSV Hessen Kassel in die 2. Bundesliga.
Sein Debüt für die Nordhessen hatte er beim Nachholspiel am 19. November 1980 gegen den 1. FC Saarbrücken. An der Seite der Mitspieler Hans Wulf, Klaus Zaczyk und Otmar Ludwig stürmte er beim 0:0 im Auestadion auf Linksaußen. In vier Runden – 1980 bis 1984 – absolvierte Wielandt für Kassel 110 Zweitligaspiele und erzielte dabei 17 Tore. Im Laufe der Jahre hatte er sich vom Stürmer zum Abwehrspieler gewandelt. Er belegte mit den Hessen in den Jahren 1981, 1983 und 1984 jeweils den vierten Rang.
Im Sommer 1984 zog es ihn wieder in den heimischen Schwarzwald zurück, er wechselte zum Freiburger FC in die Amateuroberliga Baden-Württemberg. Nach zwei Jahren im Möslestadion übte er ab der Runde 1986/87 das Amt des Spielertrainers bei den Fußballern aus dem Freiburger Stadtteil Kappel aus.